# Bieldir-Aryg
Bieldir-Aryg (ros. Бельдир-Арыг) – wieś w Rosji, w Tuwie, w kożuunie ties-chiemskim. W 2010 liczyła 1039 mieszkańców.